# Trpimir II.
Trpimir II. prema nekim je povjesničarima bio hrvatski kralj iz dinastije Trpimirovića koji je vladao od 928. do 935. godine. Zbog manjka čvrstih dokaza u historiografiji se preispituje njegovo postojanje.

## Životopis
Dio povjesničara smatra da je naslijedio kralja Tomislava. Moguće da je bio Tomislavov mlađi brat, odnosno unuk kneza Trpimira. Hrvatska je za njegovo vrijeme vjerojatno većim dijelom ostala u istim granicama kao i za vrijeme kralja Tomislava.
U 31. glavi spisa Konstantina Porfirogeneta „De administrando imperio” spominje se hrvatski arhont Trpimir koji je imao sina Krešimira. Krešimira je naslijedio Miroslav, a njega je nakon četiri godine vladavine ubio ban Pribina. Prema Porfirogenetu, Hrvatsku je za njegove vladavine pohodio franački propovjednik Martin, koji ih je podsjećao na položenu prisegu Svetome Ocu da ne napadaju susjede. Također navodi kako je Hrvatska u Trpimirovo doba raspolagala velikom vojnom silom:
„Krštena Hrvatska može podići do 60 tisuća konjanika, pješaka do 100 tisuća, sagena do 80, kondura do 100. Sagene imaju po 40 momčadi, kondure: veće po 20, manje samo po 10 momčadi. Tu veliku moć i mnoštvo naroda imala je Hrvatska do vladara Krešimira. Kada je on umro, narodom je vladao njegov sin Miroslav. Kad je njega poslije četiri godine vladanja ubio ban Pribunia, nastadoše razmirice i mnoge stranke u zemlji. Tada se veoma umanji broj konjanika i pješaka; isto tako sagena i kondura hrvatske države. Sad ona ima sagena 30, kondura velikih i malih, konjanika i pješaka.”

## Postojanje
Svi povjesničari od Ivan Lučića Luciusa smatrali su Trpimira kojeg spominje Porfirogenet istoznačnim knezu Trpimiru koji je vladao sredinom 9. stoljeća. Slijedom toga, Krešimir i Miroslav su se najčešće u rodoslovlje hrvatskih vladara smještali prije Domagoja. Ipak, Ferdo Šišić je radom o genealogiji hrvatskih vladar ustvrdio da vladare koje spominje Porfirogenet treba smjestiti u 10. stoljeće. Samim time, Šišić je u genealogiju hrvatskih vladara uvrstio Trpimira II.
Dominik Mandić nastojao je ojačati pretpostavke o postojanju Trpimira II. korištenjem navodnog teksta „Arensovog troškovnika”. Bugarski povjesničar Marin Drinov prihvaća Trpimira II. kao Tomislavovog nasljednika.
U posljednjih se nekoliko godina u historiografiji javljaju radovi koji preispituju postojanje Trpimira II., poput autora kao što je Ivan Mužić, Predrag Komatina i Tibor Živković. U većini njihovih prigovora navodi se da je Porfirogenetov Trpimir ipak istoznačan knezu Trpimiru te se stoga vladari koje spominje Porfirogenet (Trpimir, Krešimir i Miroslav) uglavnom smještaju u drugu polovicu 9. stoljeća ili najkasnije na prijelaz iz 9. u 10. stoljeće.

### Članci
- Đaković, Luka. 2023. Kronologija hrvatskih vladara u 9. i 10. stoljeću. Starohrvatska prosvjeta. III (50): 51–99. ISSN 0351-4536
- Jadrijević, Ante. 1967. Smrt hrvatskih kraljeva Miroslava i Zvonimira (1). Crkva u svijetu. Sveučilište u Splitu - Katolički bogoslovni fakultet. Split. 2 (1): 45–59
- Komatina, Predrag. 2010. O hronologiji hrvatskih vladara u 31. glavi spisa De administrando imperio. Radovi Zavoda za hrvatsku povijest Filozofskoga fakulteta Sveučilišta u Zagrebu (srpski). Sveučilište u Zagrebu - Filozofski fakultet. Zagreb. 42 (1): 83–105
- Šišić, Ferdo. 1914. Genealoški prilozi о hrvatskoj narodnoj dinastiji. Vjesnik Arheološkog muzeja u Zagrebu. Arheološki muzej u Zagrebu. Zagreb. 13 (1): 1–93

### Knjige
- Knezović, Oton. 1937. Hrvatska povijest od najstarijeg doba do godine 1918. Jeronimska knjižnica. Zagreb.
- Mandić, Dominik. 1963. Rasprave i prilozi iz stare Hrvatske povijesti. Hrvatski povijesni institut. Rim.
- Moravcsik, Gyula, ur. 1967. Constantine VII Porphyrogenitus, De Administrando Imperio (engleski). Dumbarton Oaks. Washington.
- Mužić, Ivan. 2011. Hrvatska povijest devetoga stoljeća. 3 izdanje. Muzej hrvatskih arheoloških spomenika. Split.
- Živković, Tibor. 2012. De conversione Croatorum et Serborum. A lost source (engleski). Institute of history. Beograd.

### Mrežna sjedišta
- Trpimir II. Hrvatska enciklopedija LZMK. Pristupljeno 19. prosinca 2024.

## Vanjske poveznice
Ostali projekti
|  | Zajednički poslužitelj ima još gradiva o temi Trpimir II.                                |
|  | Wikizvor ima izvorni tekst Povijest Hrvatske I. (R. Horvat)/Nasljednici kralja Tomislava |

| Vladarske titule    | Vladarske titule                   | Vladarske titule       |
| ------------------- | ---------------------------------- | ---------------------- |
| prethodnik Tomislav | hrvatski kralj oko 928. – oko 935. | nasljednik Krešimir I. |